# Wander- und Jugendheim Taubensuhl
Das Wander- und Jugendheim Taubensuhl ist ein Wanderheim des Pfälzerwald-Vereins.

## Lage
Das Wanderheim ist Bestandteil des Wohnplatzes Landauer Forsthaus Taubensuhl, der inmitten des Landauer Stadtwalds liegt. Letztere bildet eine im mittleren Pfälzerwald befindliche Exklave der kreisfreien Stadt Landau in der Pfalz. Auf der gegenüberliegenden Straßenseite befindet sich die Waldwerkstatt Taubensuhl.

## Geschichte
Das Wander- und Jugendheim Taubensuhl wurde 1957 eröffnet. Im Gegensatz zu vielen anderen Hütten des Pfälzerwald-Verein wird diese nicht von einer Ortsgruppe betrieben, sondern unmittelbar vom in Neustadt an der Weinstraße ansässigen Hauptverein.

## Betrieb
Das Haus umfasst 30 Betten und 35 Lager. Eine Belegung ist lediglich Vereinsmitgliedern vorbehalten und für Gruppen ab sechs Personen. Eine Bewirtung findet nicht statt.

## Verkehr
Das Wanderheim liegt am nördlichen Ende der Landesstraße 505.

## Tourismus
Am Wanderheim führen der der Fernwanderweg Staudernheim–Soultz-sous-Forêts sowie mehrere Rundwanderwege vorbei.